# Dumbrava minunată (film)
Dumbrava minunată este un film românesc din 1980 regizat de Gheorghe Naghi. Rolurile principale au fost interpretate de actorii Diana Muscă, Ernest Maftei și Elena Drăgoi. Scenariul este scris de Draga Olteanu Matei și se bazează pe o povestire omonimă de Mihail Sadoveanu. Este singurul film în care a jucat Diana Muscă.

## Prezentare
Lizuca este o fetiță de 5-6 ani care este luată din casa bunicilor ei de către mama sa vitregă. Ea duce lipsa afecțiunii mamei care nu mai trăiește și îi este tare dor de bunici. Singura consolare a Lizucăi este Patrocle, cățelul ei. Într-o zi, Lizuca nu mai suportă viața grea plină de umilință și fuge de acasă pentru a se întoarce la casa bunicilor de lângă dumbravă. O prinde noaptea în pădure și adoarme în scorbura unui copac. Ea visează că dumbrava se transformă într-o lume fericita, plină de vietăți și personaje din basm. Dimineața e găsită de bunicii săi și dusă la casa bătrânească.

## Distribuție
- Diana Muscă — Lizuca
- Ernest Maftei — bunicul Lizucăi
- Elena Drăgoi — bunica Lizucăi
- Florina Cercel — Mia Vasilian, mama vitregă a Lizucăi / Maștera Pădurii
- Matei Alexandru — George (Jorj) Vasilian, tatăl Lizucăi
- Draga Olteanu Matei — cucoana Emilia, prietena Miei Vasilian
- Ileana Stana Ionescu — madam Neicu, prietena Miei Vasilian
- Cezara Dafinescu — Zâna închipuirii
- Rodica Popescu Bitănescu — servitoarea Coca (Frusina)
- Gheorghe Gîmă — piticul Statu-Palmă-Barbă-Cot
- Eugeniu Ungureanu — lt. Micuș Lazăr
- Maria Ploae — mama Lizucăi
- Aimée Iacobescu — Sora Soarelui
- Eugenia Maci — Crăiasa Albinelor
- Constantin Brînzea — Făt Frumos, fecior de crai
- Olga Bucătaru — Primăvara
- Olga Delia Mateescu — Vara
- Adela Mărculescu — Toamna
- Gabriela Vlad — Iarna
- Carmen Maria Strujac — Crăiasa Furnicilor
- Cornel Nicoară
- Ion Muscă
- Corneliu Dan Borcia
- Mihai Cafrița
- Paul Chiribuță
- Eugen Apostol
- Eugen Motriuc
- Gheorghe Birău
- Gheorghe Dănilă
- Ion Porsilă
- Vasile Grigore
- Mihai Vasile Boghiță — fecior de crai

### Dublaj de voce
- Geanina Vasilescu — Lizuca

## Primire
Filmul a fost vizionat de 2.732.925 de spectatori în cinematografele din România, după cum atestă o situație a numărului de spectatori înregistrat de filmele românești de la data premierei și până la data de 31 decembrie 2014 alcătuită de Centrul Național al Cinematografiei.
Tudor Caranfil în Dicționar de filme românești precizează că „Lipsită de afecțiune, după ce a fost smulsă din casa bunicilor de către mama vitregă, Lizuca hotărăște să fugă înapoi, spre coliba din Dumbravă căreia îi duce dorul. Patrocle, unicul ei prieten patruped, o urmează și o păzește, credincios, când adoarme într-o scorbură.”

### Premii
- 1981 - Gijon, Spania - Diplomă de onoare[6]
- 1981 - Moscova - Premiul pentru cel mai bun basm cinematografic[6]
- 1985 - Quito, Ecuador - Premiul I[6]